# Pseudogiria
Pseudogiria is een geslacht van vlinders van de familie spinneruilen (Erebidae).

## Soorten
- P. angulata (Bethune-Baker, 1909)
- P. hypographa (Hampson, 1926)
- P. polita Berio, 1965
- P. variabilis (Holland, 1920)